# Brigittenau

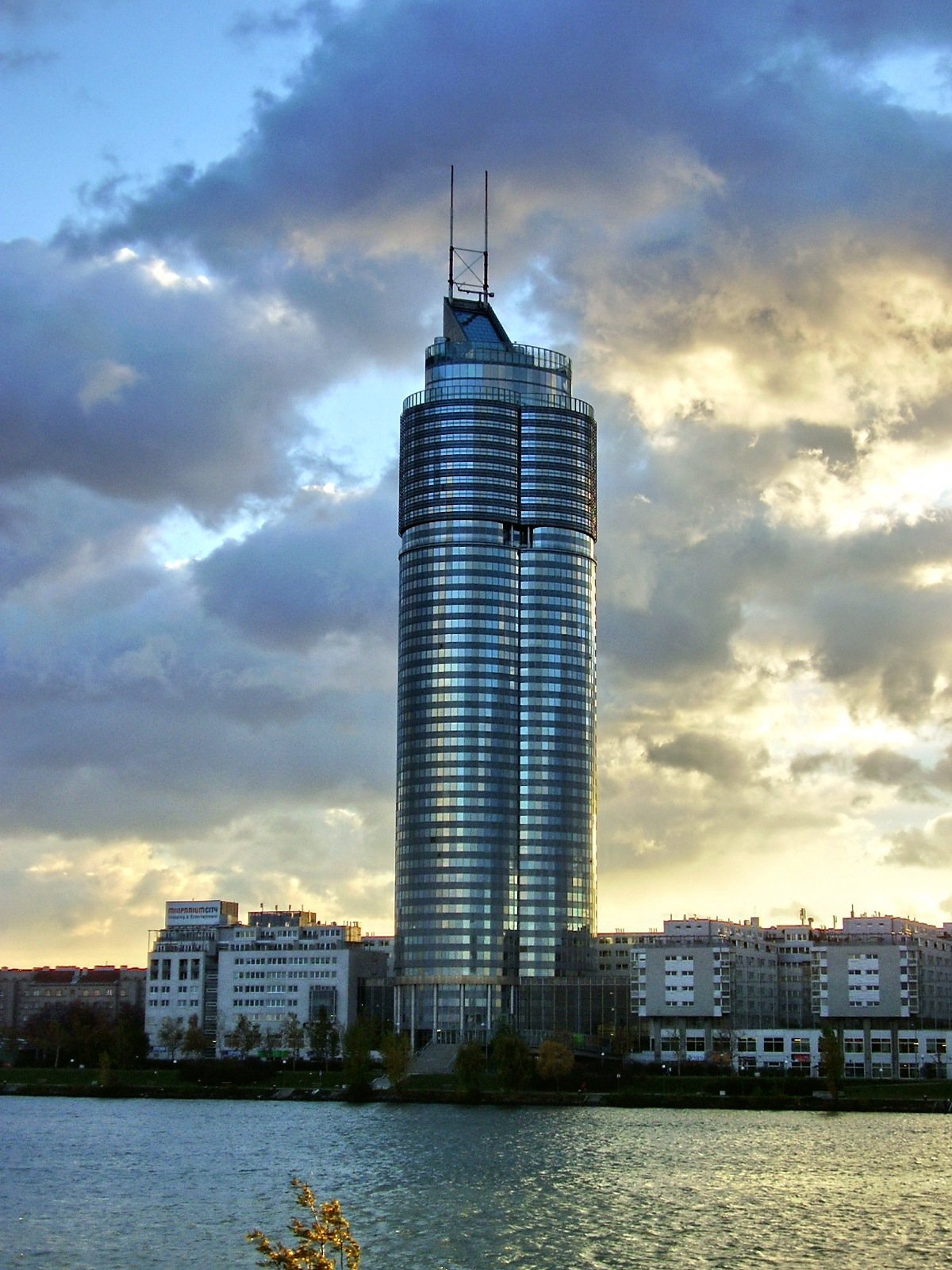
Millennium Tower

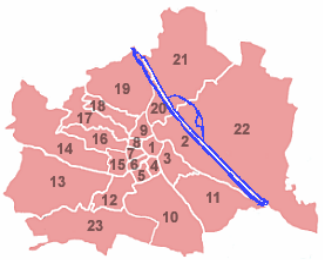
Wiens distrikt. Brigittenau är nummer 19.

Brigittenau är ett distrikt (tyska: Gemeindebezirk) i Österrikes huvudstad Wien. Wien är indelat i 23 distrikt och Brigittenau har distriktsnummer 20.
Brigittenau ligger i norra delen av Wien direkt väster om floden Donau. En känt landmärke i Brigittenau är det 202 meter höga Millennium Tower.

## Historia
Distriktet har fått sitt namn efter Birgittakyrkan (tyska Brigittakirche), som byggdes efter det trettioåriga kriget till Heliga Birgittas ära.

## Bilder

Brigittenaus vapen
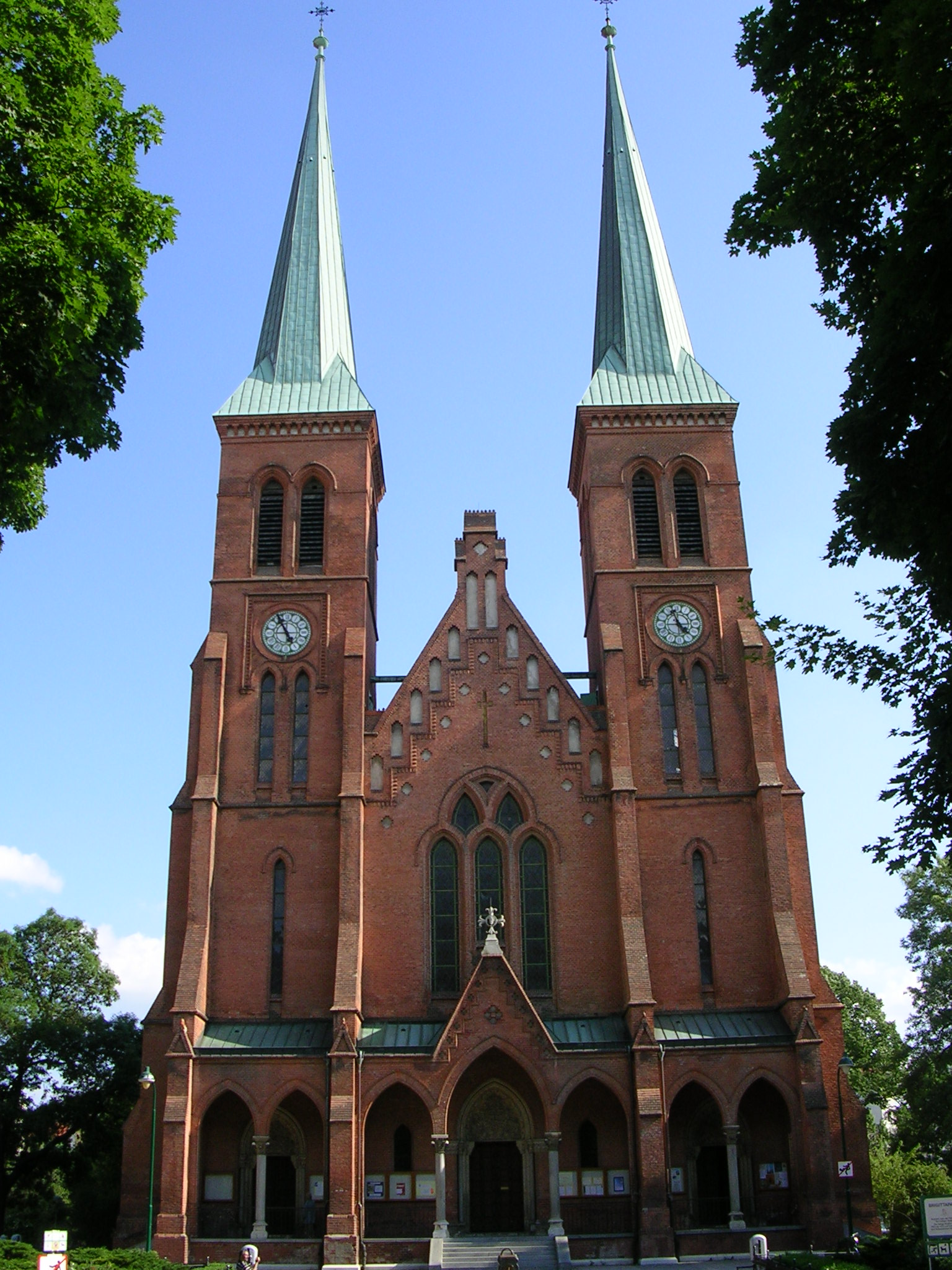
Birgittakyrkan